# Coelotrochus
Coelotrochus is een geslacht van weekdieren uit de klasse van de Gastropoda (slakken).

## Soorten
- Coelotrochus avarus (Suter, 1917) †
- Coelotrochus bibaphus (Bartrum & Powell, 1928) †
- Coelotrochus browni (C. A. Fleming, 1943) †
- Coelotrochus carinatus (B. A. Marshall, 1998)
- Coelotrochus carmesinus (Webster, 1908)
- Coelotrochus chathamensis (Hutton, 1873)
- Coelotrochus davegibbsi (B. A. Marshall, 1998)
- Coelotrochus fossilis (Finlay, 1926) †
- Coelotrochus gracilis (Laws, 1936) †
- Coelotrochus oppressus (Hutton, 1878)
- Coelotrochus polychroma (B. A. Marshall, 1998)
- Coelotrochus rex (B. A. Marshall, 1998)
- Coelotrochus tiaratus (Quoy & Gaimard, 1834)
- Coelotrochus viridis (Gmelin, 1791)